# Mbigalack
Mbigalack est un village de la commune de Belel situé dans la région de l'Adamaoua et le département de la Vina au Cameroun.

## Population
En 2015, Mbigalack comptait 209 habitants dont 85 hommes et 124 femmes. En termes d'enfants, le village comptait 22 nourrissons (0-35 mois), 4 nourrissons (0-59 mois), 13 enfants (4-5 ans), 49 enfants (6-14 ans), 39 adolescents (12-19 ans), 73 jeunes (15-34 ans).